# Pochazoides schoutedeni
Pochazoides schoutedeni är en insektsart som beskrevs av Schmidt 1905. Pochazoides schoutedeni ingår i släktet Pochazoides och familjen Ricaniidae. Inga underarter finns listade i Catalogue of Life.